# Conus manus
Conus manus é uma espécie de gastrópode do gênero Conus, pertencente a família Conidae.